# Liberalistene
Liberalistene (Lib, deutsch: Die Liberalisten) ist eine Partei aus Norwegen. Das ideologische Fundament basiert auf dem klassischen Liberalismus, der Zeit der Aufklärung und dem säkularen westlichen Kulturerbe. Diese Partei arbeitet auf einen Minimalstaat hin, der lediglich die Aufgaben der Polizei, Armee und der Justiz übernehmen soll. Sie will nicht, dass der Staat die Ökonomie, oder andere gesellschaftliche Bereiche reguliert.

## Parteiprogramm
Liberalistene möchte konsequent den Liberalismus und ihre politischen Maßnahmen in Übereinstimmung mit dem Prinzip des Laissez-faire Kapitalismus fördern. Im Gegensatz zu ihren politischen Opponenten, glaubt Liberalistene, dass es dem Staat nicht erlaubt sein sollte der Bevölkerung Bürden aufzuzwingen und existiert nur dazu, die Individuen vor Aggressoren, Diebstahl und Schwindel zu beschützen. Gleich dem Parteimotto: Ditt Liv, Ditt Valg (deutsch: Dein Leben, Deine Wahl), glaubt die Partei, dass jeder sein eigenes Leben in der Hand hält und für seine Entscheidungen und Wohlstand verantwortlich ist. Des Weiteren glaubt sie, dass jedermann das unantastbare Recht hat, selbstständig seine eigenen privaten Interessen und Begehren zu verfolgen, so lange er dieses Recht eines anderen nicht bricht.
Da die Partei an den Werten des westlichen Konstitutionalismus festhält, glaubt sie an die Separation der Staatsmacht in die drei Gewalten: Exekutive (Vollziehende Gewalt), Legislative (Gesetzgebung) und Judikative (Rechtsprechung). Dieses System der gegenseitigen Kontrolle versichert persönliche Freiheit und verhindert die Etablierung des Etatismus.
Auf der ökonomischen Ebene hat sich die Partei dem Laissez-faire Kapitalismus versprochen und ist für einen freien Markt ohne Regulierung. Persönliche Freiheit ist ein natürlicher Zustand, der zu Innovation und Einfallsreichtum führt. Regulierung behindert Selbstbestimmung und Selbsteigentum, was individuelle Freiheit und innovative Produktivität verhindert. Menschen sollten unter friedlichen Bedingungen freiwillig zusammenwirken, ohne jeglichen Zwangsausübungen von Staatsintervention.

## Organisationsstruktur
Liberalistene wurde 2014 mit dem Ziel gegründet, bei den Parlamentswahl in Norwegen 2017 zu kandidieren. Das Ziel wurde erreicht. Die Partei hat Mitglieder in allen 11 Fylke.
Liberalistene wird von einem Zentralvorstand geleitet.
Als offizieller englischer Name der Partei wurde Capitalist Party (deutsch: Kapitalistische Partei) bestimmt, eine direkte deutsche Übersetzung gibt es nicht.
Die Jugendorganisation der Partei, Liberalistisk Ungdom (deutsch: Liberalistische Jugend), war 2004 von Det Liberale Folkepartiet (deutsch: Die Liberale Volkspartei) gegründet worden und wurde 2014 von Liberalistene übernommen.
| Periode     | Parteivorsitzender | Stellvertreter (Organisatorischer Stellvertreter seit 2019) | Politischer Stellvertreter | Generalsekretäre  | Leiter der Jugendorganisation    |
| ----------- | ------------------ | ----------------------------------------------------------- | -------------------------- | ----------------- | -------------------------------- |
| 2014 – 2015 | Espen Hagen Hammer | Agnethe Johnsen                                             |                            | Eigil Knudsen     | Petter Hagelien                  |
| 2015 – 2016 | Arnt Rune Flekstad | Roald Ribe                                                  |                            | Eigil Knudsen     | Petter Hagelien / Fredrik Laving |
| 2016 – 2017 | Arnt Rune Flekstad | Roald Ribe                                                  |                            | Eigil Knudsen     | Fredrik Laving                   |
| 2017 – 2018 | Arnt Rune Flekstad | Roald Ribe                                                  |                            | Geir Hoksnes      | Fredrik Laving                   |
| 2018 – 2019 | Arnt Rune Flekstad | Fredrik Laving                                              |                            | Amund Farberg     | Benjamin Bringsås                |
| 2019 – 2020 | Arnt Rune Flekstad | Kenneth Tolås                                               | Kjell Bakke                | Jan-Øyvind Lorgen | Benjamin Bringsås                |
| 2020 – 2021 | Ronny Skjæveland   | Aleksander Aas                                              | Roald Ribe                 | Jan-Øyvind Lorgen | Benjamin Bringsås                |
| 2021 – 2022 | Ronny Skjæveland   | Nicolay Normann Grundt                                      | Roald Ribe                 | Jan-Øyvind Lorgen | Benjamin Bringsås                |